# عقاید چینیان باستان

## تاریخ چین
براساس روایتهای سنتی که در چین بیان شده در آغاز چین تحت فرمان دوازده خاقان بوده، این دوازده خاقان ۱۸ هزار سال بر این سرزمین حکومت کرده‌اند. بعد از این مدت در هزاره سوم قبل از میلاد سه خاقان به حکومت می‌رسند.
1. فوشی
فوشی و جانشینان او مخترع بودند و اختراعاتی در دوران خودشان انجام دادند به طوری که می‌گویند، فوشی با ملکه خودش (زن خودش) راه و رسم ازدواج، خط نویسی، نقاشی، ماهیگیری، پرورش کرم ابریشم را به مردم می‌آموخت.
2. شن‌نونگ
شن نونگ از جمله کسانی بود که برای اولین بار به زراعت پرداخت و به مردم کشاورزی آموخت.
3. هوانگ‌تی
هوانگ تی را بهترین و شجاع‌ترین فرمانروا می‌دانند.

مع‌الوصف گزارش‌های مربوط به چینیان از یائو (Yao) آغاز می‌شود. یائو، فردی فرزانه، مؤدب و صادق بود مردم در زمان فرمانروائی یائو در آرامش کاملی بودند. یائو باعث شد که ادب و فرزانگی در میان مردمان رونق پیدا کند. یائو چون در میان فرزندان و اطرافیان خود فرد لایق و با کفایتی پیدا نکرد، لذا فرمانروایی را به شون (shun) داد. شون فرد با تقوا و پرهیزکاری بود. شون قبل از مرگش جانشین و فرمانروائی را به یو (Yu) داد، و خود به آسمان صعود کرد. امّا یو زمانی که به پادشاهی رسید کارهای مهمی انجام داد. در زمان او سیلاب‌های بزرگی در چین جاری بود لذا او دستور داد که ۹ کوه عظیم را بشکافند و با این ۹ کوه جلوی ۹ رودخانه را بگیرند و آنگاه ۹ دریاچه پدید می‌آمد. به همین دلیل است که چینیان باستان معتقد بودند که اگر یو نبود آنان امروزه باید همچون ماهی بر روی آب شناور بودند؛ و البته چین باستان دوران و حکمای زیادی را به خود دید.

## عقاید چینیان باستان
چینیان باستان عقاید مختلف و تقریباً عجیبی داشتند.
چینیان ب چندرا گوپتا باستان عقیده داشتند که زمین همانند صفحه‌ای صاف است که آسمان چون سرپوشی روی آن قرار گرفته و کشور خودشان، چین را مرکز زمین می‌دانستند و اعتقاد داشتند که کاخ خاقان نقطه مرکزی و اصلی زمین است و خاقان‌های آنان نیز محور و اساس همه مردمان و خلایق جهان هستند. چینیان باستان با توجه به اینکه برای آسمان احترام خاصی قائل بودند، وقتی که به آسمان نگاه می‌کردند، در مقابل آن خضوع و کوچکی می‌کردند و حتی زارعان و کشاورزان چینی به آسمان توجه زیادی داشتند و چون می‌گفتند که از آسمان نزولات زیادی می‌آید و آفتاب از آسمان می‌تابد و با این عوامل است که محصولات آن‌ها رشد می‌کند، پس برای آن احترام خاصی قائل بودند.

## پرستش آسمان
چینیان باستان معتقد بودند که اگر آسمان خشمگین می‌شود و طوفان پیش می‌آید یا صاعقه و رعد و برقی زده می‌شود یا شهاب سنگی به زمین می‌افتد، همه اینها به خاطر این است که در زمین حالت نامطلوبی صورت گرفته، به این معنا که این حوادث بر اثر بی‌عدالتیها و بی‌نظمی‌هایی است که در روی زمین روی داده است و آسمان را خشمگین کرده‌است لذا باید مردم اعمال خود را درست و اصلاح کنند. از دید چینیان باستان زمین مانند دیگر ارکان جهان تابع آسمان است و…
و برای خود نظمی دارد. آنان می‌گفتند چون رشد نباتات به سوی آسمان و بالا است و دود آتش هم به سمت آسمان است پس باید آسمان را احترام کرد. این عقاید در میان چینیان باستان وجود داشت تا اینکه به دوران و عصر کنفوسیوس می‌رسد که البته او توانست به این عقاید نظم خاصی ببخشد. کنفوسیوس در قرن ۶ق. م زندگی می‌کرد. البته سخن گفتن و بیان عقاید کنفوسیوس در اینجا امکان ندارد چون نیاز به بررسی کلی و جامعی دارد و هدف ما از ارائه این مقاله معرفی عقاید چینیان باستانی است.

## پرستش ارواح
از دیگر عقاید چینیان می‌توان به روح پرستی یا جان پرستی یا پرستش ارواح اشاره کرد در پرستش ارواح ابتدا ارواح اجداد مهم بود و گفته شده که قدیم‌ترین مراسم چینیان عقیده چینیان، پرستش ارواح بوده‌است. مدت‌ها بود که عالمان و محققان بعد از کنفوسیوس عقیده داشتند که نیاکان یا اجداد پدری، اجداد اولیه بوده و مهم جلوه کرده‌است امّا بعدها متوجه شدند که قدیمی‌ترین پرستش ارواح، اجداد مادری بوده‌است. در این جا لازم است اشاره کنیم به اینکه آنان به یک نوع حلول روح هم اعتقاد داشتند چون معتقد بودند که ارواح نیاکان مادری دوباره در نوزادان حلول می‌کند. امّا در دوره‌ها و اعصار بعدی مردها بر زنان برتری یافتند و مراسم دینی پرستش نیاکان پدری در جایگاه برتری قرار گرفت. چینیان با قرار گرفتن در مقابل لوح‌های که از ارواح خود درست کرده بودند به عبادت و دعا و نیایش می‌پرداختند و هدایا و پیشکش‌های زیادی را به ارواح خود تقدیم می‌کردند. آنان علاوه بر ارواح به آبها و کوه‌ها و جنگلها و صخره‌های بزرگ هم احترام قائل بودند. زمین در نزد چینیان باستانی معروف بودو مادر کل، زمین بوده‌است.

## مراسم عید جوانی
از دیگر عقاید چینیان می‌توان به برپائی اعیاد جوانی اشاره کرد و مراسمی که در آن جوانان را برای ازدواج مهیا می‌کردند. به عنوان مثال در فصل بهار بعد از کار سخت زمستانی دختران زیبا و جوان و دم بخت را در معرض تمایلات مردان جوان قرار می‌دادند تا آن‌ها نامزد خودشان را انتخاب کنند و برعکس در فصل پائیز بعد از کار تابستانی، پسران را در معرض تمایلات دختران قرار می‌دادند تا دختران همسران خود را در معبد معروف به آسمان انجام می‌داد زیرا امپراتور و خاقان خودش را انتخاب کنند.
آسمان هم در نزد چینیان، مذکر بود؛ و پادشاه و خاقان هم مراسم دینی خود را فرزند یا پسران آسمان می‌دانست.
در بعضی کتابها مخصوصاً در کتابی به نام شانگ‌تی (Shangti) در مورد خدایی به نام شانگ‌تی سخن گفته که این خدا را خدای ملکوت یا خدای آسمان می‌گفتند و کار این خدا این بود که حکومت را به امپراتور واگذار می‌کرد. گرانت (Grant) در کتاب تمدن چین عنوان می‌کند که «این خدا هیچ فایده‌ای ندارد و جز اینکه عنوان پسر آسمان را به پادشاه می‌دهد». مردمان چین باستان معتقد بودند که اگر پادشاه آداب دینی را به‌طور کامل انجام دهد، محصولات کشاورزی فراوان خواهد شد و طبیعت رشد و نمو پیدا خواهد کرد و زندگی مردم انتظام و قوام پیدا می‌کند.

## قاعده تائو
در جهان از نظر چینیان قدیم و باستانی یک اصل کلی و مؤثر مطرح بود که آن را تائو می‌گفتند که اساس زندگی مردم بر این اصل پایبند بود.
گرانت در تاریخ تمدن چین در مورد تائو نظرات گوناگونی بیان می‌کند و به طوری که تائو را گاهی اوقات با مانا تشبیه و مقایسه می‌کند. در آئین تائو دو اصل جدا از هم معرفی می‌شود اولی یانگ که نر معرفی شده و دومی یین که ماده معرفی شده‌است. تفاوت بین این دو اصل در گذشته و قدیم در اوضاع اجتماعی مردم تأثیر داشت و از اتحاد این نر و ماده همه چیز به وجود می‌آمد.
تائو به‌طور کلی عبارت بود از قانون ثابت جریان اشیاء و روش مقرر برای حرکات همه موجودات.
چینیان معتقد بودند که تائو در عالم هستی ازلیت دارد و قانون تائو قانونی است سرمدی و همچنین بر طبق آئین تائو راه و روش حرکت تمام موجودات عالم به طرف کمال است و این حسن تناسب و کمال بر طبق تائو امکان‌پذیر است و انسان‌ها برای اینکه بتوانند به کمال برسند باید خود را با تائو هماهنگ کنند.

## پرستش زمین
یکی دیگر از عقایدی که در چین باستان مطرح بود پرستش زمین قبل از تائو بود. همان‌طور که اشاره شد چینیان باستان به کشاورزی توجه زیادی داشتند، لذا دین آن‌ها براساس عامل کشاورزی گذاشته شده بود. در چین قدیم در هرده و آبادی مردم تپه‌ای از خاک و گل به علامت حاصلخیزی برپا می‌کردند و بربالای تپه درختی می‌نشاندند و در اطراف آن درخت نهال‌های کوچکی می‌کاشتند. در اصل به آن خاکریز در چین قدیم (شی Shih) می‌گفتند.
روستائیان و مردمان در زمان معینی از سال در اطراف تپه‌ها و خاکریزها جمع می‌شدند و عبادتهای خاصی را به نام خدایان زمین برگزار می‌کردند، این عبادتها به صورت سرودهایی دینی و حتی رقص و پای‌کوبی بوده و هدفشان این بود که خدایان زمینی کمک کنند و محصولات کشاورزی آن‌ها را زیاد کنند. پس از آنکه سرزمین چین به حالت مدنیت اولیه رسید و مقداری فرهنگ مردم تکامل یافت مسئله امپراتوری در چین مطرح شد و در همه جا خاک ریزهایی به نام شی برپا شد و در مرکز هر ایالت خاک‌ریز بزرگ‌تری قرار داشت و در مرکز حکومت خاقان تپه بسیار بزرگی با رنگ‌های متفاوت در ۵ طبقه بنا شد و هر طبقه رنگ خاصی داشت و در برابر این خاک‌ریز عظیم خاقان در تابستان حاضر می‌شد و در آنجا زمین را شخم می‌زد و ارواح و خدایان اراضی یا زمین را ستایش می‌کرد و برای آسایش و امنیت مردم دعا می‌کرد و این اعتقاد تا قبل از حکومت کمونیستی چین ادامه داشت. چینیان علاوه بر این به خدای آسمان هم اعتقاد و ایمان داشتند و آن را تین (Tin) که به معنای آسمان است، می‌نامیدند.
در متن‌ها اشاره‌ای داشتیم به عقیده پرستش ارواح در میان مردمان چین باستان، در اینجا لازم می‌دانم اشاره‌ای مختصر داشته باشم به تقسیم‌بندی چینیان از ارواح به دو گونه ارواح نیک و ارواح بد.
چینیان ارواح نیک را شن (Shen) و ارواح بد و خبیث را کوی (Kewi) می‌نامیدند. آن‌ها معتقد بودند که شنها در اراضی آسمان و اراضی بارور و حاصلخیز در درختان و گیاهان و باران و آتش و کوه‌ها و دریاها و چشمه‌سارها و هر چه که نافع باشد وجود دارند و معتقد بودند که ارواح اجدادشان از جنس شنها هستند ولی کوی‌ها یا ارواح بد در تاریکی‌ها و ظلمات قرار گرفته‌اند و انسان‌ها برای فرار از آن‌ها باید به نور و روشنائی متوسل شوند.

## مراسم تدفین اموات در چین قدیم
مراسم تدفین اموات در چین قدیم با تشریفات خاصی انجام می‌شد. چینیان افراد ثروتمند را وقتی می‌خواستند دفن کنند بسیاری از اموال شخصی آن‌ها را همراهشان دفن می‌کردند و اعتقاد داشتند که این اموال در اختیار آن‌ها قرار می‌گیرد و از این جهت چینیان قدیم شباهتی به مصریان قدیم داشتند به عنوان مثال یکی از حاکمان برجسته چین در سال ۶۲۲ق. م به نام دوک مو وصیت کرده بود که بعد از مرگش سه نفر از شایسته‌ترین یاران و نزدیکانش را همراه او به خاک بسپارند. در چین باستان رسم این بود که در هر منزلی ضریحی می‌ساختند که این ضریح به عنوان اجداد آن خانواده شهرت داشت و بر روی آن روی تخته چوبی اسامی اجداد را می‌نوشتند. در میان قبایل، ضریح مفصل‌تری آماده کرده بودند و در مقابل آن ضریح به عبادات و دعا و همچنین برگزاری مراسم ازدواج و غیره می‌پرداختند.
در فصل پائیز و در فصل بهار اقوام قبیله به زیارت ضریح می‌آمدند و حتی در فصل پائیز روی کاغذهایی شکل پتو و لحاف می‌کشیدند و این نقاشیها را آتش می‌زدند و تصور می‌کردند که با این عمل مردگان آن‌ها از سرما حفظ خواهند شد.